# Dornburg (Oppidum)

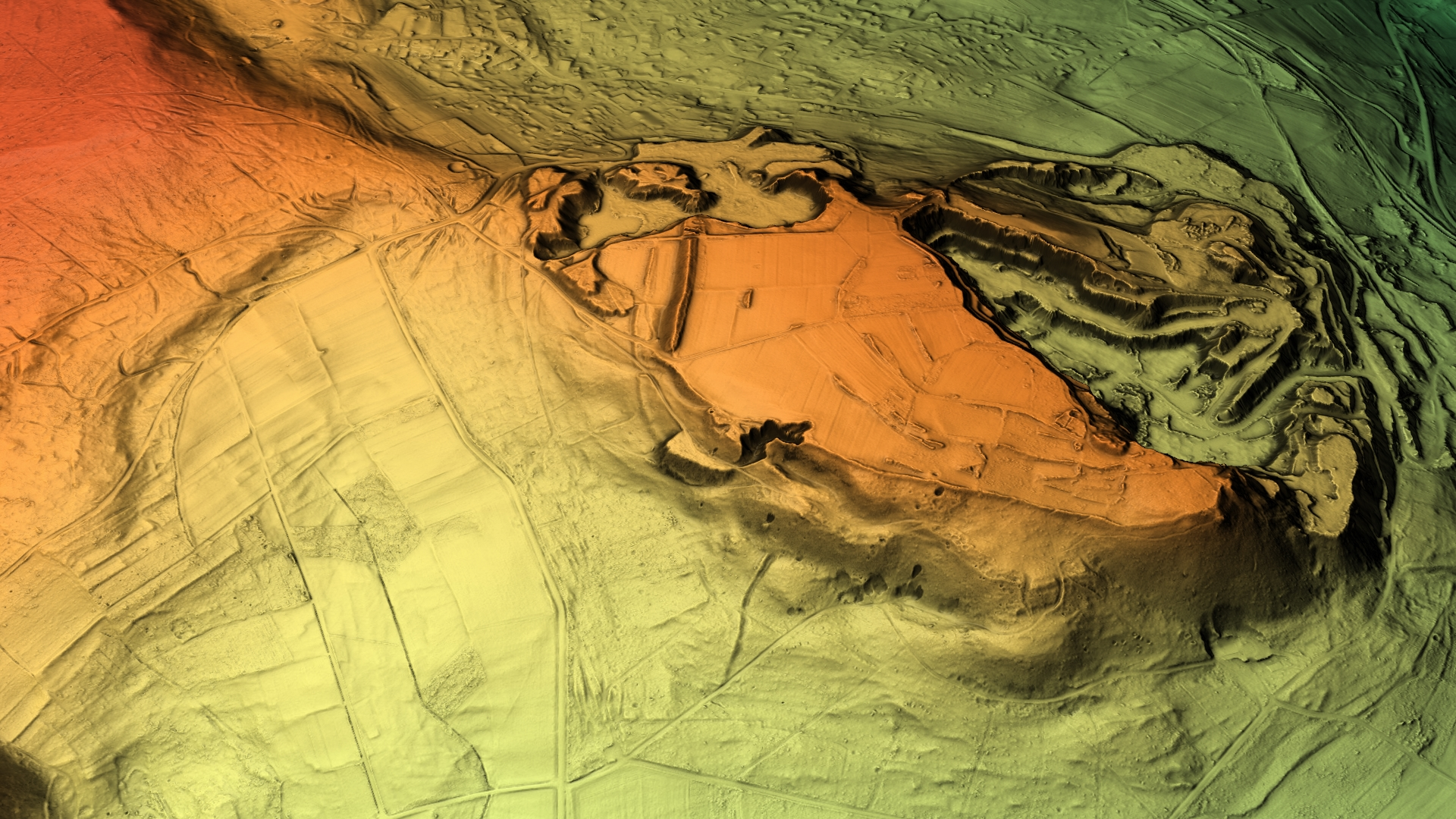
Reliefbild der Anlage; in der Bildmitte ist die Rödchesmauer gut zu erkennen. Nach Nordosten ist ein Großteil der Anlage durch Steinabbau verloren gegangen.

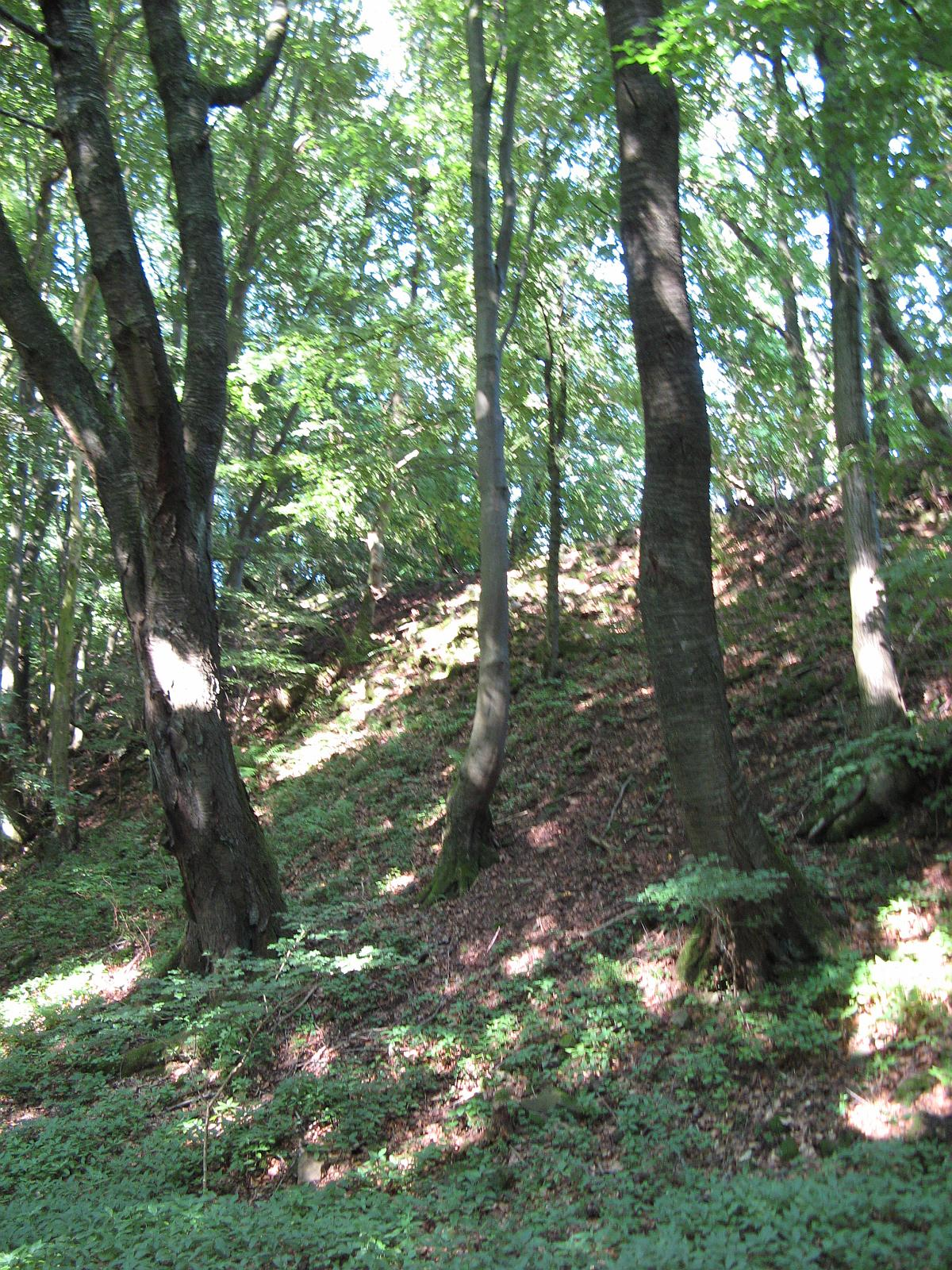
Die „Rödchesmauer“ an der Dornburg ist mittlerweile vollständig vom Wald überwachsen

Die Dornburg ist die Ruine eines keltischen Oppidums mit Ringwallanlage in der Gemeinde Dornburg im Landkreis Limburg-Weilburg (Hessen). Am Fuß des Südhangs des Plateaus befindet sich das „Ewige Eis“, eine seltene Naturerscheinung, die sich in einer unterirdischen, selbst im Sommer vereisten Zone ausdrückt.

## Anlage

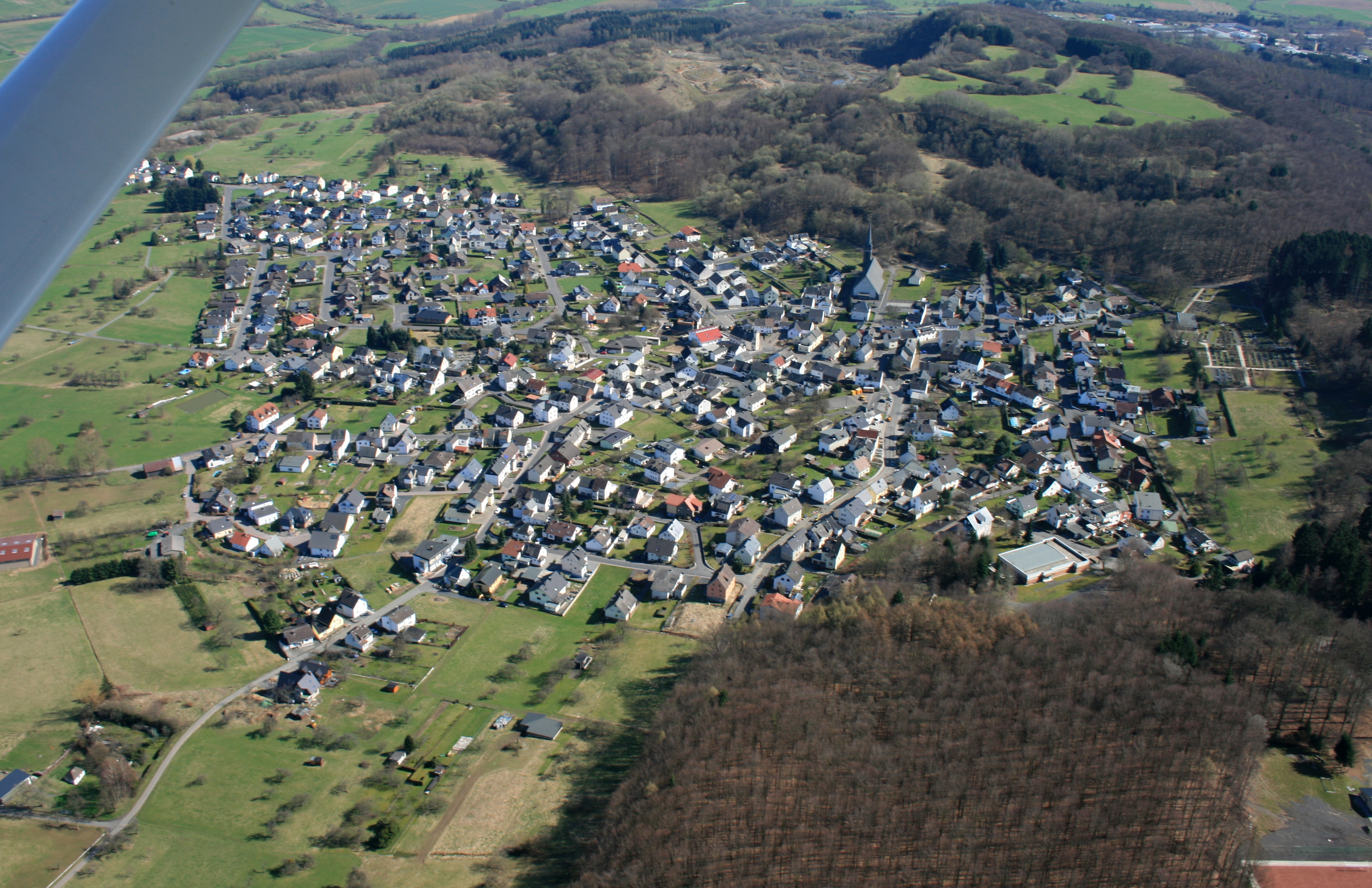
Luftaufnahme von Wilsenroth aus Richtung Nordwesten. Am oberen Bildrand rechts das Plateau der Dornburg, in der Mitte der ehemalige Steinbruch.

Die Dornburg befindet sich auf einer Basaltkuppe zwischen den Orten Frickhofen und Wilsenroth auf einer ursprünglich rund 37 Hektar, heute noch rund 18 Hektar großen Hochebene. Ihre mittlere Höhe beträgt 396 m.ü.NN.
Die Anlage war ab dem 6. Jahrhundert vor Christus, der Späthallstattzeit, von Kelten besiedelt. Siedlungsspuren wurden auch für die verschiedenen Phasen der Latènezeit, bis zum Ende des 1. Jahrhunderts vor Christus, identifiziert. Zumindest in der Spät-Latènezeit handelte es sich um eine stadtähnliche Siedlung, um ein „Oppidum“. Darauf weisen gefundene Münzen, Fibeln, Glasschmuck und Schlüssel hin.
Das Plateau des Oppidums erstreckte sich über 750 Meter von West nach Ost, und etwa 500 Meter von Nord nach Süd. Auf der Nord-, Ost- und Südseite fiel es stark ab und war mit kleineren Wällen gesichert. Auf der Westseite war es durch einen 300 Meter langen, 3–5 Meter breiten und 2–5 Meter hohen Abschnittswall, der so genannten „Rödchesmauer“, gesichert. Der Rödchesmauer war im Abstand von 80 Meter ein zweiter Wall vorgelagert.
Die Anlage wurde noch im Mittelalter genutzt, wofür eine dort eine im Jahr 1963 freigelegte fränkische Kapelle spricht. Ein in der Anlage entdecktes Reihengräberfeld deutet auf eine auch in der Merowingerzeit bestehende Nutzung hin.

## Erforschung

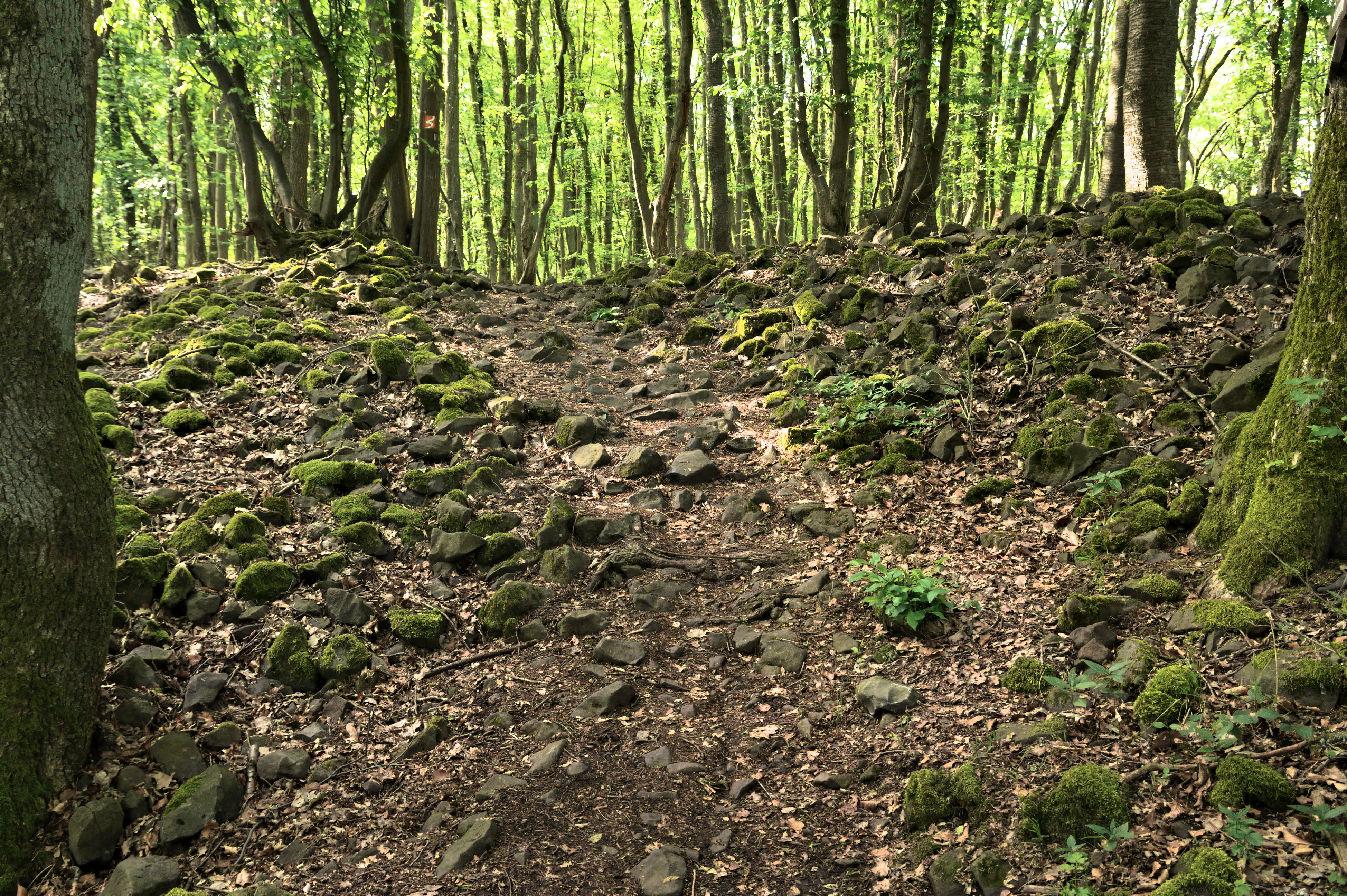
Mit Steinen übersäter Boden nahe dem Hildegardisfelsen im Südosten des Plateaus

1760 fand ein Pfarrer in Mauern, Gewölben und Kellerlöchern „viele (römische) Münzen“.
1825 ließ Medizinalrat Dr. Kolb aus Hadamar im Auftrag des Vereins für Nassauische Altertumskunde erneut graben. Zu diesem Zeitpunkt fand er auf dem Plateau rund 40 bis 50 klar abgrenzbare Haufen von Basaltsteinen vor, teils mit Brandspuren oder Überresten von Mörtel, teils auch sichtbar bearbeitet. Zunächst ließ er einen der größeren, zentral gelegenen Haufen ließ er abtragen. Zum Vorschein kamen viereckig geschlossene Grundmauern von rund 1,50 Metern Höhe und 50 bis 75 Zentimetern Dicke mit innen liegenden Verputzresten. Zwei Eingänge und eine nach Westen ausgerichtete Feuerstelle wurden identifiziert. Der Fußboden bestand aus mehreren Schichten gestampftem Lehm über Steinlagen. Zudem wurden ein Mahlstein, Keramikscherben, eine Münze unbekannter Art sowie eine vermutete planmäßige Zuleitung für Quellwasser entdeckt. In einem zweiten Steinhaufen an der Nordwestseite des Plateaus ließ Kolb weitere Keramikscherben und einen Mahlstein sowie einen Metallgegenstand ausgraben, den er als Teil eines Harnischs ansprach.
1870 J. Troost unternahm einige Schürfungen, bei denen eine „Anzahl von Funden“ zutage kommt.
1879 vermaß Karl August von Cohausen die Dornburg und beschreibt zwei Zugänge, jeweils in Richtung Frickhofen und Richtung Wilsenroth.
1904 untersucht und kartiert Behlen  die zu diesem Zeitpunkt bereits an drei Stellen durch Steinbrucharbeiten angegriffene Wallanlage, dabei trug er einen Annexwall im Osten der Anlage ein, der später vollständig dem Basaltabbau zum Opfer fiel.
1928 wurde von Kutsch eine Grabung durch die Rödchensmauer getrieben, Ziel war es, aufgrund erhoffter Funde den Erhalt der Dornburg und den Schutz vor weiterem Basaltabbau zu erreichen. Darauf geht die Ausweisung als Naturschutzgebiet zurück.
1960 folgte ein zweiter Grabungsschnitt durch den Abschnittswall unter Helmut Schoppa, der auch im Bereich des nördlichen Randwalls grub. Größere Grabungen im Innenbereich der Ringburg wurden nicht unternommen, so dass wenig über die einstige Siedlungsstruktur bekannt ist.
1963 legte Schoppa Fundamente eines Gebäudes frei, das aufgrund seines Mauerwerks und seines Grundrisses als fränkische Kapelle interpretiert wurde.

## Funde
Der Münzfund von 1760 wurde an das nassauische Amt in Dillenburg geschickt und ging dort verloren. 1831 wurde auf dem Plateau das Fragment eines aufwändig gearbeiteten Goldhalsrings gefunden (vgl. Leif Hansen 2007). Weiterhin wurden verschiedene Schmuckgegenstände (u. a. „Nauheimer“ Fibeln und Glasschmuck), Eisengegenstände (u. a. ein Depotfund mit Werkzeugen), Münzen und Keramik gefunden. Eine Übersicht hierüber bietet die Magisterarbeit von Frau Ricken, 2017.
Das Fundmaterial repräsentiert alle eisenzeitlichen Stufen. „Das heißt aber nicht, dass die Dornburg die gesamte Eisenzeit über besiedelt war. Stattdessen ist nur festzustellen, dass die Dornburg während aller archäologischen Stufen in der Eisenzeit irgendwann bewohnt war.“ (Ricken 2017)

## Zerstörung
1887 wurde am Nordhang der Dornburg der erste Basaltbruch eröffnet. Bis 1905 folgten drei weitere Brüche, die große Teile der Anlage vernichteten. Zudem ist davon auszugehen, dass Steinbrucharbeiter zahlreiche archäologische Fundstücke verschwinden ließen, um den weiteren Betrieb ihrer Arbeitsstätten nicht zu gefährden.
1925 gab es den ersten Versuch, die Dornburg zum Naturschutzgebiet zu machen und dadurch vor dem Verschwinden in den Steinbrüchen zu retten. Mit Rücksicht auf die wirtschaftlichen Folgen wurde 1927 nur ein kleiner Teil der Anlage unter Schutz gestellt. 1938 und 1963 wurde das Schutzgebiet weiter verkleinert, damit der Basaltabbau weiter geführt werden konnte. Eine weitere Verkleinerung lehnten die Behörden 1989 ab.
Durch den Basaltabbau schrumpfte die Plateaufläche auf 18 Hektar, die Gesamtlänge der Wälle von 3400 auf 1200 Meter.

## Legenden
Sagen und Legenden umranken die Dornburg und den benachbarten Blasiusberg. Sie erzählen von der törichten Liebe von Hildegard, der Tochter des Bürgermeisters der befestigten Anlage der Dornburg, zu dem Ritter Rupert von Ellar. Um den Geliebten aus dem Verlies zu befreien, verriet sie den Feinden den geheimen Gang in das Innere der Burg. Als Hildegard angesichts des dann folgenden Gemetzels erkannte, was sie angerichtet hatte, stürzte sie sich von einem Felsen in die Tiefe.
Legenden ranken sich ebenfalls um das ewige Eis an der Dornburg. Die Sage erzählt von zwölf goldenen Apostelbildern, die in zwei tiefe Brunnen versenkt wurden. Sofort vereisten die Brunnen und gaben die Bilder nicht mehr frei. Dort ruhen sie noch heute wohl geborgen in der eiskalten Erde.
Nach einer Sage soll es sich bei dem einige Kilometer südlich gelegenen jungsteinzeitlichen Galeriegrab Niederzeuzheim um einen Geheimausgang der Dornburg handeln.